# Reinhard Kreissl
Reinhard Kreissl (* 1952 in München) ist ein deutscher Soziologe, Kriminologe und Publizist. Er lebt in Wien und München.

## Leben
Kreissl studierte Soziologie an der Universität München, an der University of California in San Diego, der University of California, Berkeley und der Universität Frankfurt am Main. 1978 erwarb er an der Universität München den Titel Diplom-Soziologe, promovierte 1985 an der Universität Frankfurt am Main und habilitierte sich 1998 an der Universität Wuppertal. Er war in Forschung und Lehre an verschiedenen Universitäten in Deutschland, USA und Australien tätig. Zwischen 2012 und 2015 war er wissenschaftlicher Leiter des Instituts für Rechts- und Kriminalsoziologie (IRKS) in Wien. 2015 gründete er das Vienna Centre for Societal Security (VICESSE), als dessen Direktor er fungiert.
Kreissls Arbeitsschwerpunkte sind die Rechtssoziologie, die Soziologie abweichenden Verhaltens und sozialer Kontrolle, Wissen(schafts)soziologie sowie sozialwissenschaftliche Aspekte der Kognitions- und Neurowissenschaften.
Als Publizist schreibt er regelmäßig Beiträge im Feuilleton der Süddeutschen Zeitung und arbeitet als politischer Feuilletonist für das Deutschlandfunk Kultur.

## Schriften (Auswahl)

### Wissenschaftliche Arbeiten
- Reinhard Kreissl/David Wright (Hrsg.), Surveillance in Europe, London: Routledge 2015, ISBN 978-0415728997
- Reinhard Kreissl (Hrsg.), Policing in context: rechtliche, organisatorische, kulturelle Rahmenbedingungen polizeilichen Handelns, Wien, Berlin, Münster: Lit Verlag 2008, ISBN 978-3-8258-1157-0
- Reinhard Kreissl, Die ewige Zweite: warum die Macht den Frauen immer eine Nasenlänge voraus ist, München: Droemer 2000, ISBN 3-426-27205-9
- Reinhard Kreissl, Mob oder Souverän: Diskurs über die rechtliche Regulierung kollektiver Protestformen, Opladen. Leske und Budrich 2000, ISBN 3-8100-2469-4
- Reinhard Kreissl/Kai. D. Bussmann (Hrsg.). Kritische Kriminologie in der Diskussion. Theorien, Analysen, Positionen, Opladen: Westdeutscher Verlag 1996, ISBN 3-531-12740-3
- Reinhard Kreissl, Soziologie und soziale Kontrolle: Die Verwissenschaftlichung des Kriminaljustizsystems, Reihe Wissenschaft, 1986, ISBN 3-89019-168-1
- Reinhard Kreissl, Text und Kontext: Die soziale Konstruktion wissenschaftlicher Texte (Diss.), Frankfurt am Main, 1984, ISBN 3-89019-145-2
- Uli Bielefeld/Reinhard Kreissl, Junge Ausländer im Konflikt: Lebenssituationen und Überlebensformen, Juventa-Verlag: München 1982, ISBN 3-7799-0656-2

### Sachbücher
- Reinhard Kreissl, Wo lassen Sie denken? Warum der Glaube an die Wissenschaft uns dumm macht, München: Diederichs 2011, ISBN 978-3-424-35049-4
- Reinhard Kreissl, Feinde. Alle, die wir brauchen., Kreuzlingen: Hugendubel 2008, ISBN 978-3-7205-3048-4